# José Boiteux
José Boiteux est une ville brésilienne de l'État de Santa Catarina.

## Géographie
José Boiteux se situe dans la vallée du rio Itajaí, par une latitude de 26° 57′ 30″ sud et par une longitude de 49° 37′ 41″ ouest, à une altitude de 240 mètres.
Sa population était de 4 720 habitants au recensement de 2010. La municipalité s'étend sur 406 km2.
Elle fait partie de la microrégion de Rio do Sul, dans la mésorégion de la Vallée du rio Itajaí.

## Histoire
La colonisation de la région commença en 1920, avec l'arrivée de descendants de colons allemands venus de Rio do Sul. Habitée par les indiens xokleng, kaingang et guarani, la région fut le théâtre de nombreux conflits pour la possession de la terre entre les colons et les indigènes, qui finirent par être envoyés dans des réserves indiennes éloignées.

## Villes voisines
José Boiteux est voisine des municipalités (municípios) suivantes :
- Doutor Pedrinho
- Benedito Novo
- Ibirama
- Presidente Getúlio
- Dona Emma
- Witmarsum
- Vitor Meireles
- Itaiópolis
- Rio Negrinho